# Cyclocephala lineata
Cyclocephala lineata är en skalbaggsart som beskrevs av Dupuis 2008. Cyclocephala lineata ingår i släktet Cyclocephala och familjen Dynastidae. Inga underarter finns listade i Catalogue of Life.